# Beaulieu-les-Fontaines
Beaulieu-les-Fontaines är en kommun i departementet Oise i regionen Hauts-de-France i norra Frankrike. Kommunen ligger i kantonen Lassigny som tillhör arrondissementet Compiègne. År 2022 hade Beaulieu-les-Fontaines 571 invånare.

## Befolkningsutveckling
Antalet invånare i kommunen Beaulieu-les-Fontaines
| Referens: INSEE |